# Don Chisciotte dell'amore
Don Chisciotte dell'amore (The Sap) è un film muto del 1926 diretto da Erle C. Kenton.
La sceneggiatura del film si basa sul lavoro teatrale omonimo di William A. Grew, andato in scena a Broadway all'Apollo Theater il 15 dicembre 1924

## Trama
Barry Weston, un cocco di mamma, parte per la guerra. Quando torna, è accolto come un eroe da tutta la città e dalla fidanzata Janet. Ma Vance, il bullo locale, non gli dà credito e, geloso di lui,  lo sfida pubblicamente a un combattimento che Barry, all'inizio, rifiuta. Accusato di codardia sia da Janet che dal suo migliore amico, Barry restituisce le medaglie guadagnate in guerra. Poi, mettendo da parte tutte le sue paure, accetta la sfida che, alla fine, vince. Ciò gli restituisce l'ammirazione della città e degli amici e l'amore di Janet.

## Produzione
Il film fu prodotto dalla Warner Bros.

## Distribuzione
Distribuito dalla Warner Bros., il film uscì nelle sale cinematografiche statunitensi il 20 marzo 1926. Arrivò in Italia nel 1928.
Non si conoscono copie ancora esistenti della pellicola che viene considerata presumibilmente perduta